# Flussufer im Nebel
Flussufer im Nebel ist ein von Caspar David Friedrich um 1821 erstelltes Gemälde. Das Gemälde ist auch bekannt unter dem Namen Elbschiff im Frühnebel.

## Werk
Das Gemälde zeigt das Elbufer bei Dresden, vermutlich aus dem „Blickwinkel von Friedrichs Atelier“, das sich am heutigen Terrassenufer befand. Im Vordergrund ist eine Rasenfläche mit kleinen Weiden und verschiedenen Blumen in deutlicher Farbigkeit zu sehen. Die Wiesenpflanzen sind vergleichsweise groß gemalt, als ob der Maler auf dem Boden gesessen hätte. Dagegen erscheint der Mittel- und Hintergrund in blaugrauen Farbtönen hinweisend auf Nebel verschwommen dargestellt. Der Nebel verflüchtigt sich in der aufgehenden Sonne.
Im Mittelgrund ist ein Fluss mit einem Lastschiff und einem kleineren Beiboot zu sehen. Drei arbeitende Männer auf dem Lastschiff ergänzen die Szene. Da das Lastschiff keine Segel hat, treibt es flussabwärts und wird vom dritten Mann am Ruder in Richtung gehalten. Die Elbe fließt somit nach rechts. Ein Rasenstück verdeckt den Fluss teilweise. Es bildet im Bild eine aufsteigende Linie und erzeugt mit der abfallenden Linie der Hügelkette eine Art Pfeil, der die Fließrichtung des Flusses zusätzlich andeutet. Der Hintergrund des Bildes wird durch die angedeutete Hügelkette mit Baumbestand gebildet, die ebenfalls neblig verschwommen farblich beschrieben wird.

## Deutung
Auf den ersten Blick könnte es sich um ein Landschaftsgemälde handeln und als solches wurde es auf der Dresdner Akademieausstellung von 1822 vom Publikum wahrgenommen. Es fügt sich in eine Reihe von Nebeldarstellungen in dieser Zeit von Caspar David Friedrich ein. Dieses Gemälde rief damals durchaus Kritik hervor. „Ein dichter, weißer Dunst lagert sich über das Ganze so schwerfällig, daß des berühmten Künstlers Name der einzige Sonnenstrahl bleibt, der es erleuchtet“.  Diese Kritik greift zu kurz. Zwar stellt das Gemälde eine romantisch anmutende Augenblickssituation am Elbufer dar, es wurde jedoch im Atelier gemalt. Es ist keine Freilichtmalerei.
Für Caspar David Friedrich ist Landschaft gleichbedeutend mit einer Allegorie von Hoffnung, Tod und ewigem Leben. Friedrichs Landschaftsmalerei bedient sich somit einer geheimen Sprache der Symbolik „..die für Künstler nicht nur ein Mittel der Mitteilung, sondern auch der seelischen Befreiung war.“
Die Bildsymbolik Friedrichs wurde von Helmut Börsch-Supan wissenschaftlich aufgeschlüsselt.
Demnach wird das Gemälde so gedeutet, dass
„Das Lastschiff mit den drei sich abmühenden Menschen … ein Sinnbild des menschlichen Lebens (sei), der Fluss der Lebensfluss, der der Mündung, dem Tod, entgegenströmt. Die ziehenden Nebelfelder, die das Schiff noch einhüllen, bedeuten ihm „die Trübungen des menschlichen Daseins“, die von der Sonne, einem Sinnbild Gottes, aufgelöst werden. Die blühende Wiese sei das Symbol des Lebens aber auch der Hinweis auf dessen schnelle Vergänglichkeit, da die Blumen bald verblüht sein würden.“ Da der Mast des Elbschiffes links der Mitte des Bildes liegt, ist die Lebensmitte noch nicht erreicht. Selbst der aufsteigende Nebel steht für die symbolische Zeitvorstellung Friedrichs.
Dieses Gemälde soll den Betrachter und die Betrachterin anregen, über den Augenblick hinauszudenken und ist somit eine Bedeutungslandschaft und ein „Schlüsselwerk“ der Romantik.

## Provenienz
Das Bild wurde zwischen 1826 und 1829 von Ida Hahn-Hahn für den Speisesaal des Schlosses Basedow vom Maler angekauft und war danach Teil der Sammlung der Grafen von Hahn. 1942 inspiziert der Königsberger Beamte und Kunsthistoriker Carl von Lorck Flüchtlingsunterkünfte auf Schloss Basewow und entdeckte dabei die dort befindlichen Gemälde Friedrichs, darunter das Flussufer im Nebel. Wie das Gemälde während des Krieges in das
Wallraf-Richartz-Museum gelangte, ist unklar. Es wird aber dort als Erwerbung aus dem Jahr 1942 geführt.

## Auswahl ähnlicher Nebelbilder dieser Zeit von Caspar David Friedrich

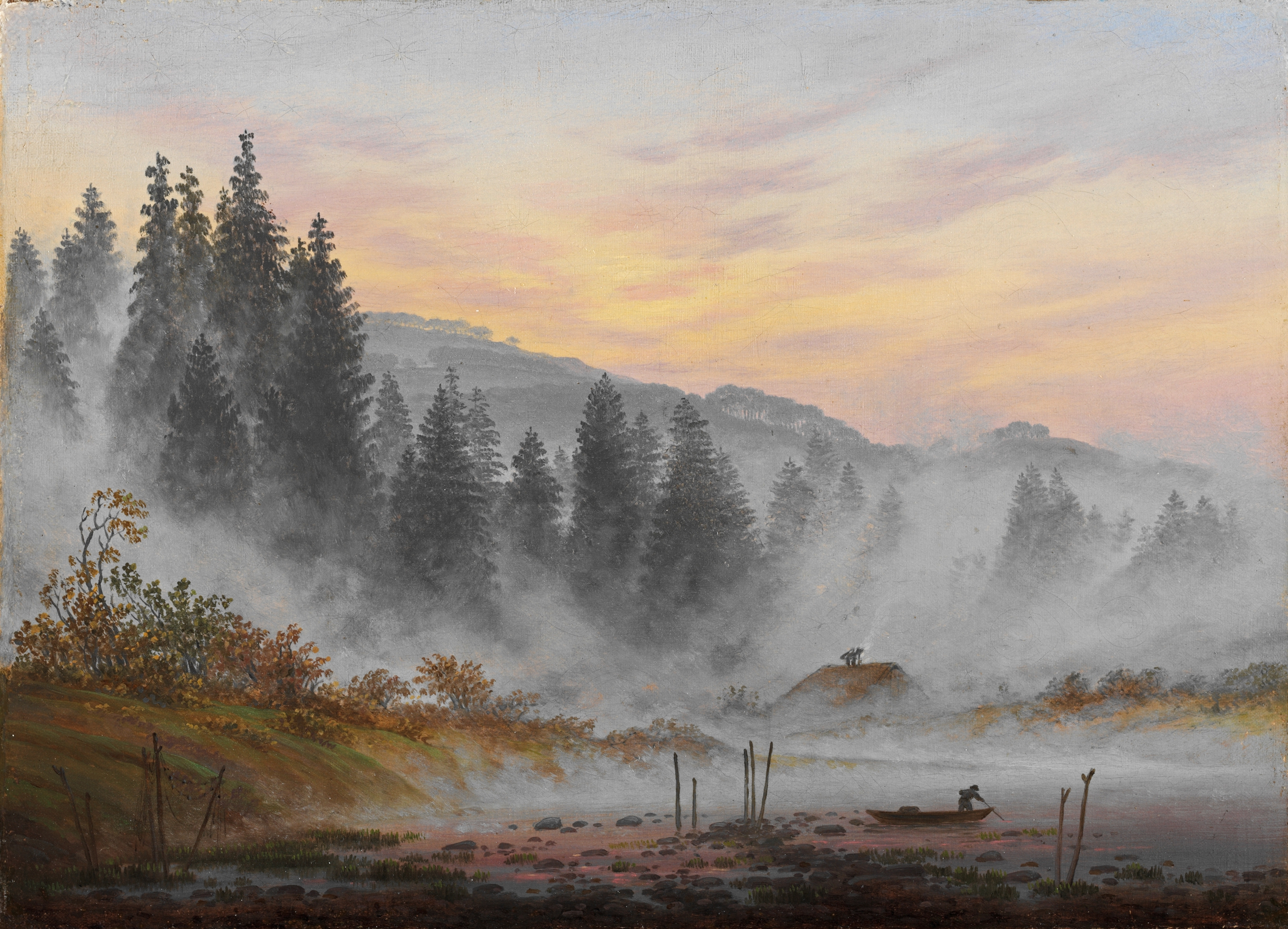
Caspar David Friedrich – Der Morgen 1820,      22 × 30,5 cm, Niedersächsisches Landesmuseum Hannover
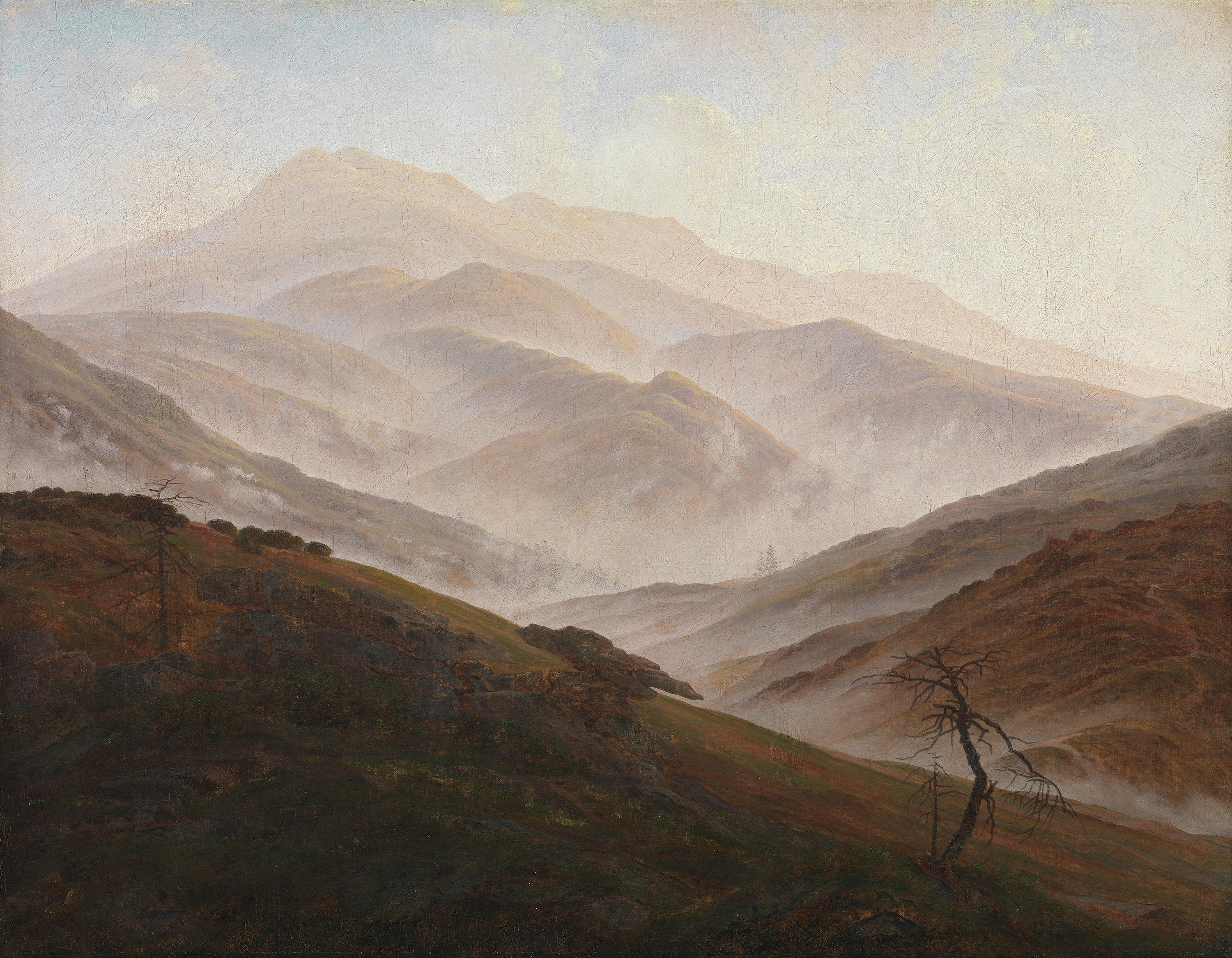
Caspar David Friedrich – Riesengebirgslandschaft mit aufsteigendem Nebel 1819–1820, 54,9 × 70,4 cm, Neue Pinakothek München
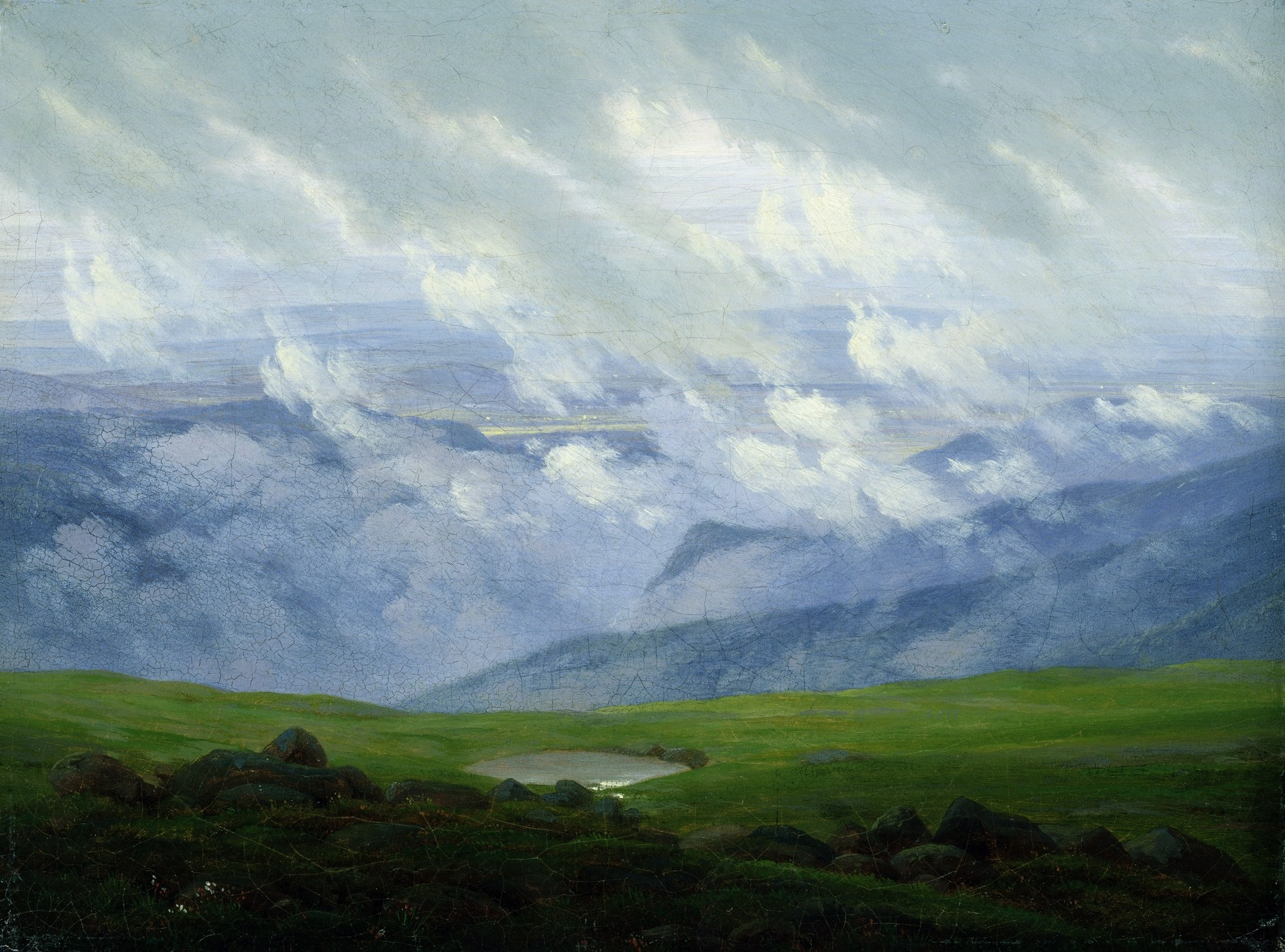
Caspar David Friedrich – Ziehende Wolken 1821, 18,3 × 24,5 cm, Kunsthalle Hamburg
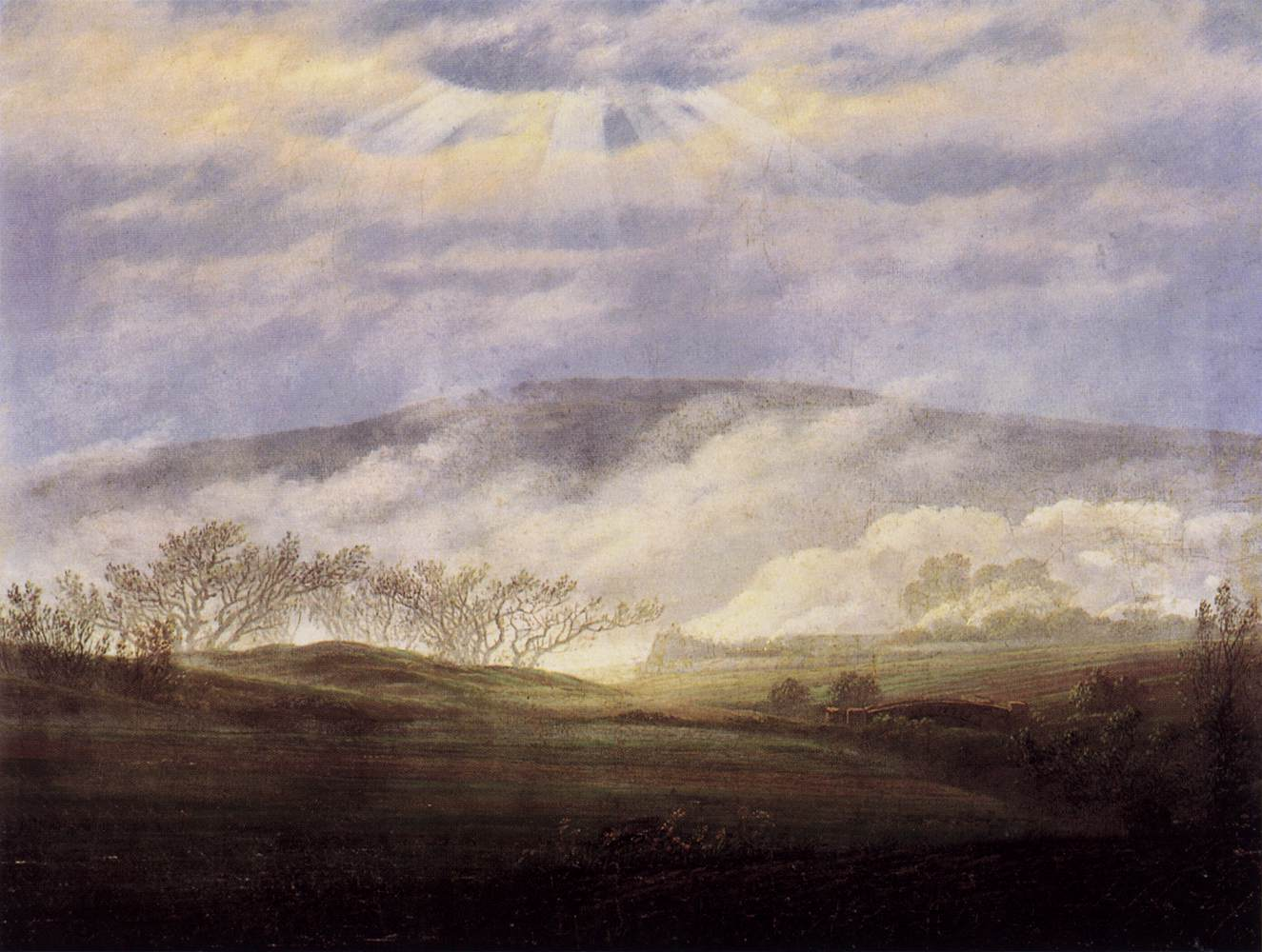
Caspar David Friedrich – Nebel im Elbtal 1821, 33 × 43 cm, Alte Nationalgalerie Berlin